# Сан-Стефано (село)
Сан-Стефано (болг. Сан-Стефано) — село в Бургасской области Болгарии. Входит в состав общины Карнобат. Находится примерно в 17 км к юго-западу от центра города Карнобат и примерно в 48 км к западу от центра города Бургас. По данным переписи населения 2011 года, в селе  проживало 116 человек, преобладающая национальность — болгары.

## Население
| Год     | 1934 | 1946 | 1956 | 1965 | 1975 | 1985 | 1992 | 2001 | 2011 |
| ------- | ---- | ---- | ---- | ---- | ---- | ---- | ---- | ---- | ---- |
| Жителей | 1154 | 1217 | 1123 | 834  | 545  | 349  | 265  | 201  | 116  |

|  |